# (35465) 1998 DF33
1998 دي أف 33 (ويعرف أيضًا باسم (35465) 1998 دي أف 33 وفق تسمية الكوكب الصغير) (بالإنجليزية: 1998 DF33)‏ هو كويكب ضمن حزام الكويكبات؛ وترتيبه 35465 من حيث الاكتشاف.
اكتُشف هذا الجُرم الفلكي بواسطة Ulisse Munari ‏ في 27 فبراير 1998.

## وصلات خارجية
- (35465) 1998 DF33 في قاعدة بيانات مختبر الدفع النفاث لأجرام النظام الشمسي الصغيرة

- الاكتشاف · مخطط المدار ·  العناصر المدارية · المعلمات المادية

- (35465) 1998 DF33 على موقع ويكي سكاي: DSS2, SDSS, GALEX, IRAS, Hydrogen α, X-Ray, Astrophoto, Sky Map, Articles and images